# رابرت پینتر
رابرت پینتر (انگلیسی: Robert Paynter; ۱۲ مارس ۱۹۲۸ – ۲۰ اکتبر ۲۰۱۰) فیلم‌بردار اهل بریتانیا بود.

## فیلم‌شناسی
- راک-ای-دودل (۱۹۹۲, live-action sequences)
- Strike It Rich (۱۹۹۰)
- When the Whales Came (۱۹۸۹)
- Little Shop of Horrors (۱۹۸۶)
- Spies Like Us (۱۹۸۵)
- Into the Night (۱۹۸۵)
- The Muppets Take Manhattan (۱۹۸۴)
- Scream for Help (۱۹۸۴)
- اماکن تجاری (۱۹۸۳)
- سوپرمن ۳ (۱۹۸۳)
- گرگ‌نمای آمریکایی در لندن (۱۹۸۱)
- سوپرمن ۲ (۱۹۸۰)
- The Big Sleep (۱۹۷۸)
- قدرت آتش (۱۹۷۹)
- High Velocity (۱۹۷۶)
- عقرب (۱۹۷۳)
- مکانیک (۱۹۷۲)
- Chato's Land (۱۹۷۲)
- The Nightcomers (۱۹۷۲)
- Lawman (۱۹۷۱)
- بازی (۱۹۷۰)
- Hannibal Brooks (۱۹۶۹)